# Тилли, Сэмюэл
Сэмюэл Леонард Тилли (англ. Samuel Leonard Tilley; 8 мая 1818, Гейджтаун, Нью-Брансуик — 25 июня 1896, Сент-Джон, Нью-Брансуик) — государственный деятель Нью-Брансуика, а позднее Канады. В первой половине 1860-х годов премьер-министр Нью-Брансуика, участник учредительных конференций Канадской конфедерации, а после создания суверенной Канады министр в правительственных кабинетах Джона А. Макдональда (в том числе в 1873 и 1878—1885 годах министр финансов). В промежутке между отставкой правительства Макдональда в 1873 году и новой победой на выборах 1878 года был лейтенант-губернатором Нью-Брансуика, вторично занимал этот пост в 1885—1893 годах. Кавалер ордена Бани (1867), рыцарь-командор ордена Святых Михаила и Георгия (1879).

## Молодые годы и деловая карьера
Сэмюэл Тилли, родившийся в мае 1818 года в Гейджтауне, был старшим сыном лавочника Томаса Моргана Тилли и Сьюзен Энн Питерс. Его отец происходил по прямой линии от одного из отцов-пилигримов Томаса Тилли. Прадед Сэмюэла Леонарда, Сэмюэл Тилли, был фермером на Лонг-Айленде и, будучи британским лоялистом, перебрался на север от границы после американской революции. Сьюзен Энн, дочь фермера, также происходила из семьи лоялистов.
Отучившись четыре года в церковной школе в Гейджтауне, Леонард в 1827 году поступил в местную среднюю школу, где провёл ещё четыре года. В 1831 году, в возрасте 13 лет, он переехал к родственникам в Портленд (Нью-Брансуик) и поступил учеником в аптеку в соседнем Сент-Джоне. В 1838 году, получив лицензию фармацевта, Тилли вместе со своим родственником Томасом Питерсом открыл собственную аптеку. Они владели ею на паях 10 лет, после чего Питерс ушёл на покой и Тилли остался единственным владельцем прибыльного предприятия, которое продал лишь в 1860 году, чтобы сосредоточить своё внимание на политической карьере.
В 1843 году Тилли женился на Джулии Энн Ханфорд. В этом браке, продлившемся до смерти Энн в 1862 году, родились восемь детей.

## Начало участия в общественной жизни
Тилли, бывший глубоко верующим англиканином, с 1839 года начал уделять большое внимание служению обществу. Он взял на себя обязанности учителя воскресной школы, со временем занял должность церковного старосты и стал членом правления Общества религиозной литературы Сент-Джона. С 1842 года он был казначеем Сент-Джонского института механиков, представлявшего собой одновременно политический клуб и экономическое общество, члены которого играли важную роль в жизни города и провинции. Вместе с женой Тилли также стал активным участником движения за трезвость. К 1844 году он вошёл в правление Портлендского общества полного воздержания, а в 1847 году — в руководство провинциального отделения организации «Сыны умеренности» (англ. Sons of Temperance), став его фактическим лидером, а в 1854 году официально заняв пост председателя.
Когда в 1848 году в экономике Великобритании, а затем и Нью-Брансуика начался спад, Тилли выступил в поддержку идей другого видного члена Института механиков, Абрахама Геснера, призывавшего к протекционистским мерам ради спасения нарождающейся местной промышленности. Он стал одним из основателей Железнодорожной лиги, на основе которой в 1849 году была создана Колониальная ассоциация Нью-Брансуика, где Тилли стал казначеем и членом уставной комиссии. Одна из первых резолюций ассоциации, впоследствии отозванная, осуждала Великобританию за предательство интересов колоний и призывала к формированию «федерального союза колоний Британской Северной Америки», который будет предшествовать их «немедленной независимости».

## Провинциальная политика
К 1850 году политическая платформа Тилли включала требования провинциального контроля над всеми правительственными расходами, включая цивильный лист, а также над институтом общественных работ, учреждения системы государственных школ и, в целом, ответственного правительства. В 1850 году он впервые баллотировался в законодательное собрание провинции как кандидат либеральной партии и победил в одном из шести округов Сент-Джона. В парламенте Тилли, известный как знаток бухгалтерии, стал членом комиссии по чрезвычайным расходам. Он также выступал как идеолог движения за трезвость, в частности, внеся законопроект об уголовной ответственности продавцов спиртного за увечья, нанесённые под его воздействием. В экономической сфере он, представляя взгляды новой буржуазии, критиковал привилегии землевладельцев, но в то же время выступал против расширения избирательного ценза на людей, не владеющих собственностью.
Летом 1851 года лейтенант-губернатор Эдмунд Уокер Хед включил в состав исполнительного совета провинции двух представителей Колониальной ассоциации, что в итоге привело к расколу в рядах либеральной оппозиции. Тилли вместе с ещё двумя реформистами ушёл в отставку с поста депутата законодательного собрания осенью того же года. Он, однако, продолжал борьбу за трезвость и сыграл важную роль в принятии в 1852 году сухого закона (отменённого, когда среднегодовое потребление спиртного в провинции составляло 4 галлона (15 л), в 1854 году). В среде прихожан англиканской церкви он также возглавлял борьбу представителей «низкой» церкви против фредериктонского епископа-трактарианца Джона Медли.
В 1854 году либералы получили на выборах большинство, и был сформирован реформистский кабинет Чарльза Фишера, в котором Тилли занял должность провинциального секретаря, в ведении которого находились многочисленные аспекты экономики, включая образование, здравоохранение, сбор налогов, дорожное строительство, промышленность и торговлю. Вопросы строительства и содержания дорог и мостов Тилли передал в ведение созданного им управления общественных работ. В феврале 1855 года он представил законодательному собранию первый в его истории налоговый законопроект, в котором предлагалось добиться сбалансированного бюджета и поддержки местных предпринимателей за счёт регуляции торговых тарифов. Проект фактически предполагал передачу контроля над финансами провинции от законодательного органа исполнительному совету. За этот законопроект Тилли получил прозвище «первого канцлера казначейства Нью-Брансуика».
Месяц спустя Тилли внёс в собрание новый проект сухого закона, предполагавший более суровые наказания за его нарушение. Они включали возможность ареста и содержания под стражей людей в состоянии алкогольного опьянения, причём содержание под стражей должно было продолжаться до тех пор, пока они не раскроют источник получения спиртного. Закон был утверждён и вступил в силу 1 января 1856 года, но вызвал массовое негодование граждан, угрозы жизни и собственности Тилли и резкое противодействие в том числе среди его соратников по фракции. Закон нарушался массово, а добиться осуждения его нарушителей было практически невозможно. В итоге в мае лейтенант-губернатор Маннерс-Саттон воспользовался этими обстоятельствами и распустил законодательное собрание. На последовавших выборах противники реформистов одержали безоговорочную победу; проиграл в своём округе и Тилли, против которого выступили даже близкие друзья.
Тилли ненадолго вернулся к частной жизни, но вскоре возобновил политическую активность. Осознав, что сухой закон не пользуется популярностью в народе, он на сей раз пообещал провести плебисцит по этому предложению. Кабинет, сформированный лейтенант-губернатором, быстро утратил поддержку законодателей, и уже в начале 1857 года состоялись новые выборы, по результатам которых Тилли вернулся в парламент вместе с большинством реформистов. Маннерс-Саттон был вынужден снова дать Фишеру возможность сформировать правительство, в котором Тилли вторично занял пост провинциального секретаря. Его первые годы в должности совпали со временем тяжёлого финансового кризиса, и Тилии, пытаясь сбалансировать бюджет, повышал таможенные налоги и предельно урезал правительственные расходы. К 1860 году ему удалось убедить международную инвестиционную корпорацию Baring Brothers & Co. в кредитоспособности провинции, несмотря на большие займы на завершение строительства European and North American Railway — железной дороги, соединившей Сент-Джон и Шедьяк.
В то время как отношения между Фишером и Маннерс-Саттоном оставались напряжёнными, Тилли сумел завоевать расположение лейтенант-губернатора. 14 марта 1861 года, когда премьер оказался замешан в скандале вокруг использования государственных земель, Тилли и остальные члены кабинета подали Маннерс-Саттону заявления об отставке, однако тот не принял их, и в итоге через пять дней в отставку ушёл сам Фишер. Временным лидером кабинета стал Тилли, официально получивший пост премьера после успешных выборов в июне того же года. Вскоре, однако, Маннерс-Саттона сменил новый лейтенант-губернатор Артур Гордон, менее расположенный поддерживать смелые реформы во вверенной ему провинции. После произошедшего в ноябре инцидента с судном Trent Тилли, пытавшийся руководить местным ополчением Нью-Брансуика, столкнулся с сопротивлением Гордона, считавшего любые военные решения своей прерогативой.
В марте 1862 года Тилли овдовел: его жена Джулия умерла, по-видимому, от рака. Он нашёл прибежище в работе, вместе со своим коллегой из Новой Шотландии Джозефом Хау продвигая проект Межколониальной железной дороги. На этом этапе проект не был реализован из-за недостаточной заинтересованности в нём провинции Канада, однако Тилли оставался заинтересован в его воплощении и в будущем.

## Канадская конфедерация
В 1864 году состоялась Шарлоттаунская конференция, на которой изначально предполагалось обсудить идеи объединения Атлантических провинций. Тилли, однако, мыслил шире, в категориях объединения всех колоний Британской Северной Америки, одной из ступеней к которому он считал постройку Межколониальной дороги. В итоге на этой конференции и на последовавшей за нею Квебекской Тилли, представлявший Нью-Брансуик, выступил в поддержку проекта союза всех провинций, включая объединённую Канаду, который представил Джон А. Макдональд.
По возвращении в Нью-Брансуик в ноябре 1864 года премьер, однако, обнаружил, что идея федерации не привлекает его сограждан. Вместе со своими коллегами по кабинету он счёл невозможным ратифицировать проект объединения в законодательном собрании, не получив на это мандат у народа (на этом настаивал также лейтенант-губернатор Гордон). В итоге в феврале 1865 года состоялись внеочередные выборы в парламент Нью-Брансуика, на которых сторонники федерации потерпели сокрушительное поражение. Место в парламенте потерял и сам Тилли.
Коалиция противников конфедерации во главе с Альбертом Смитом, однако, оказалась слишком пёстрой и между её участниками вскоре начались принципиальные разногласия по другим вопросам. В конце осени Гордон получил указания из Лондона поддержать идею конфедерации и в апреле 1866 года спровоцировал досрочные выборы, вступив в прямой конфликт с коалицией Смита. Накануне выборов сторонники конфедерации получили в руки ещё один неожиданный козырь, когда отряд фениев с территории США вторгся на принадлежащий Нью-Брансуику остров Кампобелло. Это подчеркнуло необходимость в широком союзе в целях эффективной самообороны. По итогам выборов сторонники конфедерации, которых теперь возглавлял Питер Митчелл, сумели получить в законодательном собрании значительное большинство и провести резолюцию о присоединении к союзу.
Сам Тилли уже в июле отправился в Лондон в составе делегации Нью-Брансуика на последнюю учредительную конференцию, открытие которой затянулось до декабря из-за внутренних сложностей в Канаде. В ходе конференции Тилли удалось добиться улучшения финансовых условий членства в союзе для своей провинции. Он же, по свидетельству его сына, стал автором названия для нового государственного образования — «доминион», взяв его из стиха 8 Псалма 72 в английском переводе — «And he shall have dominion also from sea to sea» (Псалом 71 в православной традиции).

## Федеральная политика
По возвращении в Нью-Брансуик Тилли ещё успел представить законодательному собранию свой последний бюджет. На той же сессии провинциального парламента был принят запрет на двойное представительство: с этого момента политик мог занимать государственный пост или на провинциальном, или на федеральном уровне, но не на обоих одновременно. Тилли, таким образом, пришлось покинуть провинциальный кабинет, чтобы продолжить политическую карьеру уже на федеральном уровне. В день провозглашения Доминиона Канада, 1 июля 1867 года, Тилли был произведён в кавалеры ордена Бани. Возглавивший федеральное правительство Макдональд назначил его министром таможни, а также ввёл в совет по финансам. Тилли стал членом Тайного совета королевы. В октябре произошло важное событие и в его личной жизни — он женился вторично на Элис Старр Чипман, в браке с которой впоследствии у него родились ещё двое детей.
Влияние Тилли в новом кабинете на первых порах оставалось незначительным. В декабре 1867 года он как министр таможни был вынужден утвердить новые федеральные тарифы на импорт, более высокие, чем те, что существовали до этого в Атлантических провинциях. Это вызвало ожесточённые протесты в Новой Шотландии и у него на родине, и менее чем через полгода тарифная сетка была пересмотрена. Тилли подвергался критике и в свете итогов Вашингтонского саммита 1871 года (в котором от Канады участвовал только Макдональд), и в свете дискуссии вокруг упразднения церковных школ в Нью-Брансуике. Утверждённый маршрут Межколониальной железной дороги сильно отличался от того, который предлагал Тилли. Хотя он обладал большим финансовым опытом, а его министерство было одним из самых успешных в правительстве, ему долго не доверяли должность министра финансов. В итоге в 1871 году Тилли обратился к Макдональду с просьбой освободить его от министерских обязанностей и назначить лейтенант-губернатором Британской Колумбии, недавно присоединившейся к Канаде.
По-видимому, угроза потери одного из лучших министров заставила Макдональда пересмотреть отношение к Тилли. Тот стал основным защитником очередного федерального бюджета (который наиболее активно критиковал бывший министр финансов Александр Тилло Галт, чьи доводы Тилли умело разбил). Накануне выборов 1872 года он объединил усилия с прежним соперником Альбертом Смитом, чтобы завершить процесс упразднения церковных школ в провинции, несмотря на противодействие клерикальных депутатов от Онтарио и Квебека. Наконец, в феврале 1873 года Тилли был назначен министром финансов Канады, став четвёртым человеком на этом посту за шесть лет, и 1 апреля представил федеральному парламенту свой первый бюджет, который был настолько хорошо сбалансирован, что не вызвал возражений даже у оппозиции. Летом он добился в Лондоне получения Канадой ссуды на сумму 4 млн фунтов стерлингов.
Однако пребывание Тилли на посту министра финансов оказалось недолгим. Вскоре разразился Тихоокеанский скандал вокруг финансирования избирательной кампании правящей партии частными интересантами. 5 ноября 1873 года правительство Макдональда, покинутое частью депутатов, подало в отставку, а Тилли получил новое назначение — генерал-губернатором Нью-Брансуика. Новый премьер-министр Канады Александр Маккензи намеревался отменить это назначение, но Альберт Смит, ставший в новом правительстве министром рыбных промыслов, принял сторону Тилли, и тот остался на посту генерал-губернатора.
После нескольких лет пребывания в должности генерал-губернатора, которая была во многом церемониальной, Тилли в июле 1878 года ушёл в отставку и развернул избирательную кампанию в газетах. Позиции его лагеря в Нью-Брансуике были не столь сильны, как в некоторых других регионах Канады. Провинция достаточно легко пережила экономический кризис, пошатнувший положение правительства Маккензи, а протекционистская «Национальная политика», составлявшая основу экономической программы консерваторов, означала более высокие таможенные тарифы и, как следствие, более высокие цены. Тилли рисковал проиграть выборы, но грубые нападки на него со стороны федерального руководства Либеральной партии оттолкнули часть избирателей, и он победил с минимальным перевесом. Консерваторы одержали и общую победу на выборах, и в октябре Тилли снова возглавил министерство финансов, где теперь отвечал за реализацию Национальной политики. Вскоре после этого он был произведён в рыцари-командоры ордена Святых Михаила и Георгия.
С помощью команды экспертов Тилли уже к марту 1879 года подготовил полный проект реформы таможенных тарифов, призванной противостоять жёсткой протекционистской политике, проводимой США. Канадские тарифы в целом были повышены, но была разработана целая система, позволявшая определить, насколько эти повышения коснутся тех или иных категорий товаров. Система была настолько продуманной, что на всём протяжении пребывания Тилли на посту министра финансов до 1885 года в неё почти не приходилось вносить изменений. Она также доказала свою жизнеспособность на практике, приведя к оживлению канадской экономики, и в 1882 году, накануне очередных выборов, был зафиксирован профицит бюджета в размере 4 млн долларов. В следующем году, в условиях возвращающегося экономического застоя, профицитный бюджет повторить уже не удалось, но Тилли оставался убеждён, что Национальная политика позволила Канаде избежать гораздо более тяжёлой депрессии.

## Последние годы жизни
К 1885 году состояние здоровья Тилли пошатнулось. Этому способствовала усиливающаяся изоляция министра финансов в канадском кабинете, связанная с его противостоянием незапланированным тратам на ускоренное строительство Тихоокеанской железной дороги. В Лондоне Тилли перенёс тяжёлую операцию по удалению почечного камня, и врач рекомендовал ему отойти от дел. В июле 1885 года, по окончании очередной сессии парламента, Тилли удалился в свою летнюю резиденцию в Нью-Брансуике и отправил Макдональду прошение об отставке.
Отставка была принята, но в ноябре Макдональд вторично назначил Тилли лейтенант-губернатором Нью-Брансуика. Тот оставался на этом посту до 1893 года. В эти годы он принял деятельное участие в создании Имперской федеративной лиги, задуманной как противовес политическим кругам в Канаде, призывавшим к экономическому объединению с США. В 1890-е годы Тилли пережил смерть нескольких близких друзей и соратников, включая Макдональда (в 1891 году), Джона Спэрроу Томпсона, а также Джона Бойда, сменившего его в должности лейтенант-губернатора. Он был также свидетелем кризиса в  консервативной партии накануне выборов 1896 года. В письме к Чарльзу Тапперу, тогдашнему премьер-министру, Тилли крайне пессимистично оценивал шансы консерваторов на предстоящих выборах.
В начале июня 1896 года Тилли поранил ногу. К 11 июня у него начался сепсис, и 25 июня, через два дня после поражения консерваторов на федеральных выборах, он скончался в возрасте 78 лет.
Сэмюэл Леонард Тилли похоронен на кладбище Ферн-Хилл в Сент-Джоне. В 1937 году его имя было включено в список лиц национального исторического значения Канады. Один из сыновей Сэмюэла Тилли от второго брака, Леонард Перси де Вулф-Тилли, был премьер-министром Нью-Брансуика в 1933—1935 годах.